# Étienne Coche de La Ferté
Étienne Coche de La Ferté, ne le 30 mai 1909 à Paris et mort le 10 mai 1988 à Garches  est un homme de lettres, historien et traducteur français.

## Biographie
Sa mère est la poétesse Catherine Coche de La Ferté et son grand-père maternel est le marchand et collectionneur d'art Frédéric Spitzer. Sa fille, Mathilde Coche de La Ferté, est l'épouse du collectionneur d'art anglais Sir Valentine Robert Duff Abdy (1937-2012), 6e baronet of Albyns, puis de l'homme d'affaires français Édouard de Rothschild.
Il est conservateur au musée du Louvre.

## Publications
- L’art de Byzance, Prix Hercule-Catenacci, Mazenod, L'Art et les grandes civilisations (11), 1981, 591 pages,  (ISBN 978-2-85088-011-7)
- Hofmannsthal (1964)
- Palma et Laurus (1961)
- L'antiquité chrétienne au musée du Louvre (1958)
- Antiquités chrétiennes au Musée du Louvre (1958)
- Le Camée Rothschild, un chef-d'œuvre du IVe siècle après J.-C. (1957)
- Les bijoux antiques (1956)
- La Sculpture grecque et romaine au Musée du Louvre (1955)
- Les portraits romano-égyptiens du Louvre (1952)
- Essai de classification de la céramique mycénienne d'Enkomi (1951)
- La Sculpture grecque et romaine au Musée du Louvre (1947)
- Bijoux du Haut Moyen Age